# 37452 Spirit
37452 Spirit è un asteroide della fascia principale. Scoperto nel 1960, presenta un'orbita caratterizzata da un semiasse maggiore pari a 3,9450236 UA e da un'eccentricità di 0,2206945, inclinata di 8,27389° rispetto all'eclittica.